# Gibberula sueziensis
Gibberula sueziensis là một loài ốc biển, là động vật thân mềm chân bụng sống ở biển trong họ Cystiscidae.